# 19618 Маша
19618 Маша (19618 Maša) — астероїд головного поясу, відкритий 11 серпня 1999 року.
Тіссеранів параметр щодо Юпітера — 3,513.